# Північний Ланаркшир
Півні́чний Ла́наркшир (англ. North Lanarkshire) — область у складі Шотландії. Розташована в центрі країни. Адміністративний центр — Мотервелл.

## Найбільші міста
Міста з населенням понад 10 тисяч осіб:
| № | Місто      | Населення, осіб (2006) |
| - | ---------- | ---------------------- |
| 1 | Камбернолд | 50 670                 |
| 2 | Котбридж   | 41 700                 |
| 3 | Ейрдрі     | 35 520                 |
| 4 | Мотервелл  | 30 790                 |
| 5 | Вішоу      | 29 220                 |
| 6 | Беллсгілл  | 20 200                 |
| 7 | В'юпарк    | 16 090                 |